# Лужки (Шосткинський район)
Лужки́ — село в Україні, у Есманьській селищній громаді Шосткинського району Сумської області. Населення становить 75 осіб. До 2020 орган місцевого самоврядування — Есманьська селищна рада.

## Географія
Село Лужки розташоване на лівому березі річки Есмань, неподалік від її витоків. Нижче за течією примикає смт Есмань, на протилежному березі — село Калинівка (ліквідоване у 2006 році).
Поруч пролягає автомобільний шлях М02E101.

## Історія
12 червня 2020 року, відповідно до розпорядження Кабінету Міністрів України № 723-р «Про визначення адміністративних центрів та затвердження територій територіальних громад Сумської області», село увійшло до складу Есманьської селищної громади.
19 липня 2020 року, в результаті адміністративно-територіальної реформи та ліквідації Глухівського району, село увійшло до складу новоутвореного Шосткинського району.

#### Російське вторгнення в Україну (з 2022)
30 серпня 2024 року зафіксовано два вибухи КАБ.   

## Населення

### Мова
Розподіл населення за рідною мовою за даними перепису 2001 року:
| Мова       | Кількість | Відсоток |
| ---------- | --------- | -------- |
| українська | 70        | 93.33%   |
| російська  | 5         | 6.67%    |
| Усього     | 75        | 100%     |